# Elhajlási engedély
Az Elhajlási engedély (eredeti cím: Hall Pass) 2011-ben bemutatott amerikai filmvígjáték, melynek rendezői, forgatókönyvírói és producerei a Farrelly testvérek. A főbb szerepekben Owen Wilson, Jason Sudeikis, Stephen Merchant, Jenna Fischer és Christina Applegate látható.
Az Amerikai Egyesült Államokban 2011. február 25-én mutatták be. Magyarországon március 3-án jelent meg szinkronizálva az InterCom Zrt. forgalmazásában.

## Cselekmény
Rick (Owen Wilson) és Fred (Jason Sudeikis) legjobb barátok, akárcsak feleségeik, Maggie (Jenna Fischer) és Grace (Christina Applegate). Mindketten elégedetlenek a házaséletükkel, hiányoznak nekik a fiatalkori élmények, a szexuális kalandok. Feleségeik erre rájönnek, és kikérik egyik barátnőjük, Dr. Lucy (Joy Behar) tanácsát. Ő azt ajánlja, adjanak férjeiknek ún. elhajlási engedélyt: egy hét házassági szünetet, amely alatt más nőkkel létesíthetnek nemi kapcsolatot. A férjek az engedély birtokában megpróbálnak a barátaikkal, Garyvel (Stephen Merchant), Flatsel (JB Smoove) és Kaláccsal (Larry Joe Campbell) becsajozni. Maggie és Grace ezalatt elutaznak Maggie szüleinek Cape Cod-i házába, ahol Grace elkezd flörtölni egy fiatal sportolóval, Gerryvel (Tyler Hoechlin). Amíg feleségeik és gyerekeik távol vannak, addig Rick és Fred bejelentkeznek egy motelba, hogy felkészüljenek a házasságmentes hétre.
Az első napon úgy döntenek, hogy elmennek a helyi étterembe enni, de túl fáradtak már ahhoz, hogy tovább eltöltsék az éjszakát, ezért visszamennek a szálláshelyre. A második napon füves sütit esznek, és úgy döntenek hogy golfoznak, de túl nagy adagot ettek, így nem tudnak játszani. A harmadik napon, Rick és Fred a barátokkal elmennek az egyik bárba, de nem a nőket bűvölni. Amikor ketten maradnak, úgy döntenek, hogy részegre isszák magukat, és becsajoznak, de nem járnak sikerrel, még kisebb balhét is kerekítenek. A negyedik napot másnaposság miatt, a szállodákban töltik.
Az ötödik napon, Rick elmegy a kávézóba, ahol elkezd flörtölni egy Leigh (Nicky Whelan) nevezetű vonzó pincérnővel, de az ő munkatársát, Brentet ez bosszantja, és elkezdi sértegetni Ricket. Amikor visszaszól, Leigh-t lenyűgözi, és azt mondja, hogy találkozhatnának újra a helyi edzőteremben. Később találkoznak ott, és Rick meghívja Leight egy sörre, miután végeztek az edzéssel. Rick úgy dönt, hogy addig beleül a pezsgőfürdőbe, de elalszik több órán keresztül, és nem tud kijönni, mivel az izmai lezsibbadtak, ezért kénytelen elfogadni két meztelen férfi segítségét. Mindeközben Grace és Gerry közelebb kerülnek egymáshoz, míg Maggie vonzónak találja Gerry edzőjét.
A hatodik napon, Rick és Fred elmennek egy "Enter the Dragon" nevű buliba, az egyik barátjukkal Coakley-val (Richard Jenkins), ahol Rick találkozik a gyerekei bébiszitterével, Paige-el (Alexandra Daddario), aki nemrég töltötte be a 21. életévét, és Paige nagynénje Meg, vonzónak találja Ricket, de ez nem érdekli őt, helyette táncol Leighel. Brent, a parti DJ-je ezt meglátja és dühös lesz. Miután vége a partinak, Rick elmegy Coakley házibulijába, míg Fred egy lányt visz el a motelszobába. Azonban, mielőtt szexelnének, úgy érzi hogy a lány beteg, és egy kisebb incidens miatt, ami a fürdőszobában történik, hazaküldi. Még az nap este később, felbukkan Paige nagynénje a motelszobánál, és Fredre azt hiszi hogy Rick, és végül elcsábítja őt. Fred hamis orális szexet létesít Meg-el, ameddig nem szakítják félbe. Eközben Gery edzője megpróbálja elcsábítani Maggiet, de visszautasítja őt. Grace, viszont Geryvel szexel, és azt mondja neki, hogy csak egy alkalom volt. Útban hazafelé, bűntudata van, amiért megcsalta Fredet és autóbalesetet szenved.
Coakley házában, a dühös Brent megközelíti Ricket, majd Leigh kiviszi őt. Leight megnyugtatja Brentet, utána Ricket egyedül találja a hálószobában, és felajánl neki egy egyszeri éjszakát. Ő kezdetben szerette volna, de végül elutasítja őt, mivel nem tudja megcsalni Maggiet.
A visszautasítás után Fred telefonál Ricknek, és tudomást szerez Grace balesetéről, majd elmegy hozzá a szállodába. A hallban találkozik Paigel és azt hiszi, hogy ő és Meg nagynénje szexeltek. Belép a szobába, és látja Fredet a hamis orális szexben. Miután kiderül az igazság, Meg arcba rúgja Fredet. Amint meghallotta Grace balesetét, Fred megpróbál bemenni hozzá a kórházba, de látják, hogy Brent vandál módon szétzúzza a kocsiját, amire azt hitte hogy Rické. Amikor látja hogy Paige és Meg nagynénje, (aki az anyja) kijönni a szállodából, Brent azt hiszi hogy Fred szexelt vele, és megpróbálja megölni egy pisztollyal, de elfogy a golyó, és Paige a anyjával lefogják őt. Rick és Fred beszáll a kocsiba, és elmennek a kórházba, de Brent valahogy fel tudott kapaszkodni. A kórháznál, Brentet letartóztatják a megtámadásért, közben Fred rájön, hogy Gracenek csak az orra tört el. Rick hazamegy, és otthon találja Maggiet. Megmondja neki, hogy nem használta a házasságmentes engedélyt, és tudatja hogy vele vesztette el a szüzességét. Ő az egyetlen nő, akivel volt és szeretne lenni. Fred és Grace is megegyeznek, és úgy döntenek, hogy eltitkolják egymástól a megcsalást. Azonban Fred végül bevallja, hogy együtt volt Paige nagynénjével, miután Grace elhívná öt egy Kathy Griffin estre.
A stáblista alatt, Fred udvarán grilleznek, ahol Kathy Griffin is jelen van, amiért fizetett. Észreveszik, hogy Maggie és Grace nagyon boldogok, ezért Gary felesége felajánl Garynek egy házasságmentes hetet. Ő ekkor fantáziál, és ez zajlik le a fejében: Közösül egy férjes asszonnyal, majd megöli őt, a férjét és a nagyanyját, majd elássa őket a kertben és a rendőrség üldözni kezdi (befejezésképp análisan megerőszakolják a börtönben). Garry beleegyezik, és ezt feleli: "megpróbálhatjuk, miért ne?".

## Szereplők
| Színész             | Szerep                     | Magyar hang        |
| ------------------- | -------------------------- | ------------------ |
| Owen Wilson         | Richard "Rick" Mills       | Széles László      |
| Jason Sudeikis      | Fred Searing               | Anger Zsolt        |
| Jenna Fischer       | Maggie Mills               | Haumann Petra      |
| Christina Applegate | Grace Searing              | Kisfalvi Krisztina |
| Joy Behar           | Dr. Lucille "Lucy" Gilbert | Bókai Mária        |
| Nicky Whelan        | Leigh                      | Vadász Bea         |
| Bruce Thomas        | Rick Coleman edző          | Jakab Csaba        |
| Alexandra Daddario  | Paige                      | Németh Borbála     |
| Alyssa Milano       | Mandy Bohac                | Törtei Tünde       |
| Derek Waters        | Brent                      | Szabó Máté         |
| Kristin Carey       | Meg néni                   | Vándor Éva         |
| Tyler Hoechlin      | Gerry                      | Láng Balázs        |
| Stephen Merchant    | Gary Putney                | Nagy Ervin         |
| J.B. Smoove         | Flats                      | Zöld Csaba         |
| Larry Joe Campbell  | Andrew „Kalács” McCormick  | Holl Nándor        |
| Richard Jenkins     | Coakley                    | Reviczky Gábor     |
| Lauren Bowles       | Britney Long               | Dögei Éva          |

## Fordítás
- Ez a szócikk részben vagy egészben  a   Hall Pass című angol Wikipédia-szócikk ezen változatának fordításán alapul.  Az eredeti cikk szerkesztőit annak laptörténete sorolja fel. Ez a jelzés csupán a megfogalmazás eredetét és a szerzői jogokat jelzi, nem szolgál a cikkben szereplő információk forrásmegjelöléseként.